# Invers vaccin

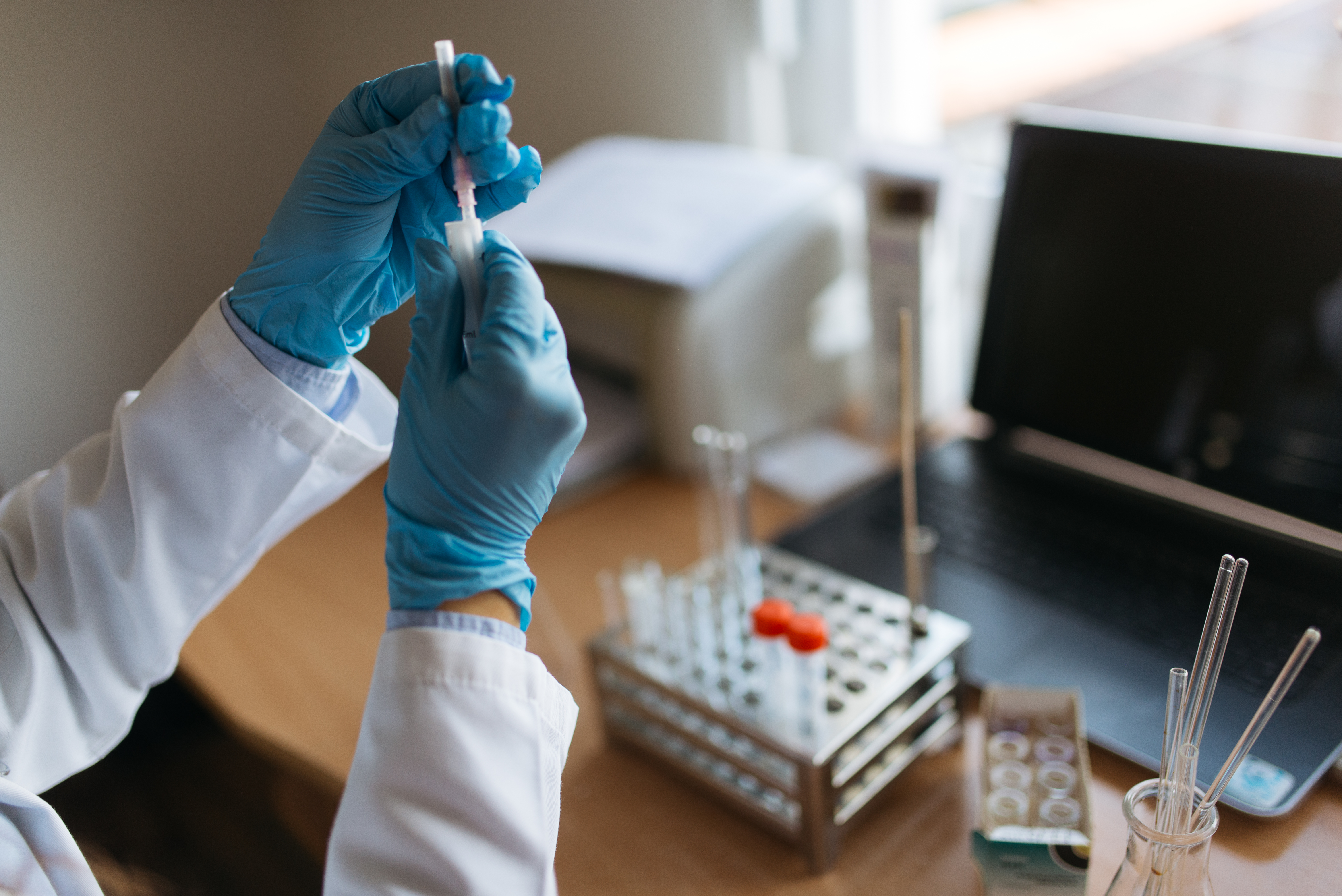
Het testen van een vaccin in een laboratorium

Een invers vaccin, of omgekeerd vaccin, in het Engels inverse vaccine, is een vaccin dat het afweersysteem traint niet te reageren op bepaalde stoffen. Onder laboratoriumomstandigheden is aangetoond dat een invers vaccin auto-immuunziektes kan bestrijden. Een auto-immuunziekte valt lichaamseigen cellen en stoffen aan, een invers vaccin moet dit tegengaan. De huidige methode van bestrijden van de effecten van een auto-immuunziekte is het onderdrukken van het totale afweersysteem, waardoor infecties niet bestreden kunnen worden.

## Benaderingen
In 2010 waren er menselijke proeven gaande waarbij gebruik werd gemaakt van naakt DNA dat specifieke antigenen van belang codeerde, met name voor multiple sclerose met behulp van BHT-3009 en diabetes mellitus type 1.

## Mogelijke toepassingen
Mogelijke toepassingen van inverse vaccins zijn:
- Multiple Sclerose (MS)[5]
- Type 1 diabetes
- Coeliakie
- Allergische astma
- Voedselallergieën[6]
- Chronische ontstekingsziekten, zoals de ziekte van Crohn
- Het voorkomen van een afweerreactie na een transplantatie

Anno 2024 loopt er een onderzoek naar de veiligheid van een invers vaccin tegen multiple sclerose, met een kleine groep patiënten en vrijwilligers; voor een invers vaccin tegen coeliakie loopt er een onderzoek naar veiligheid en werkzaamheid bij een beperkte groep proefpersonen.